# Rokytňany
Rokytňany est une commune du district de Jičín, dans la région de Hradec Králové, en République tchèque. Sa population s'élevait à 120 habitants en 2022.

## Géographie
Dětenice se trouve à 6 km à l'ouest de Libáň, à 18 km au sud-ouest de Jičín, à 53 km à l'ouest-nord-ouest de Hradec Králové et à 60 km au nord-est de Prague.
La commune est limitée par Veselice au nord, par Bačalky à l'est, par Dětenice au sud-est, par Ujkovice au sud-ouest, et par Rabakov et Domousnice au nord-ouest.

## Histoire
La première mention écrite de la localité date de 1381.

## Administration
La commune se compose de deux sections :
- Dolní Rokytňany
- Horní Rokytňany

## Galerie

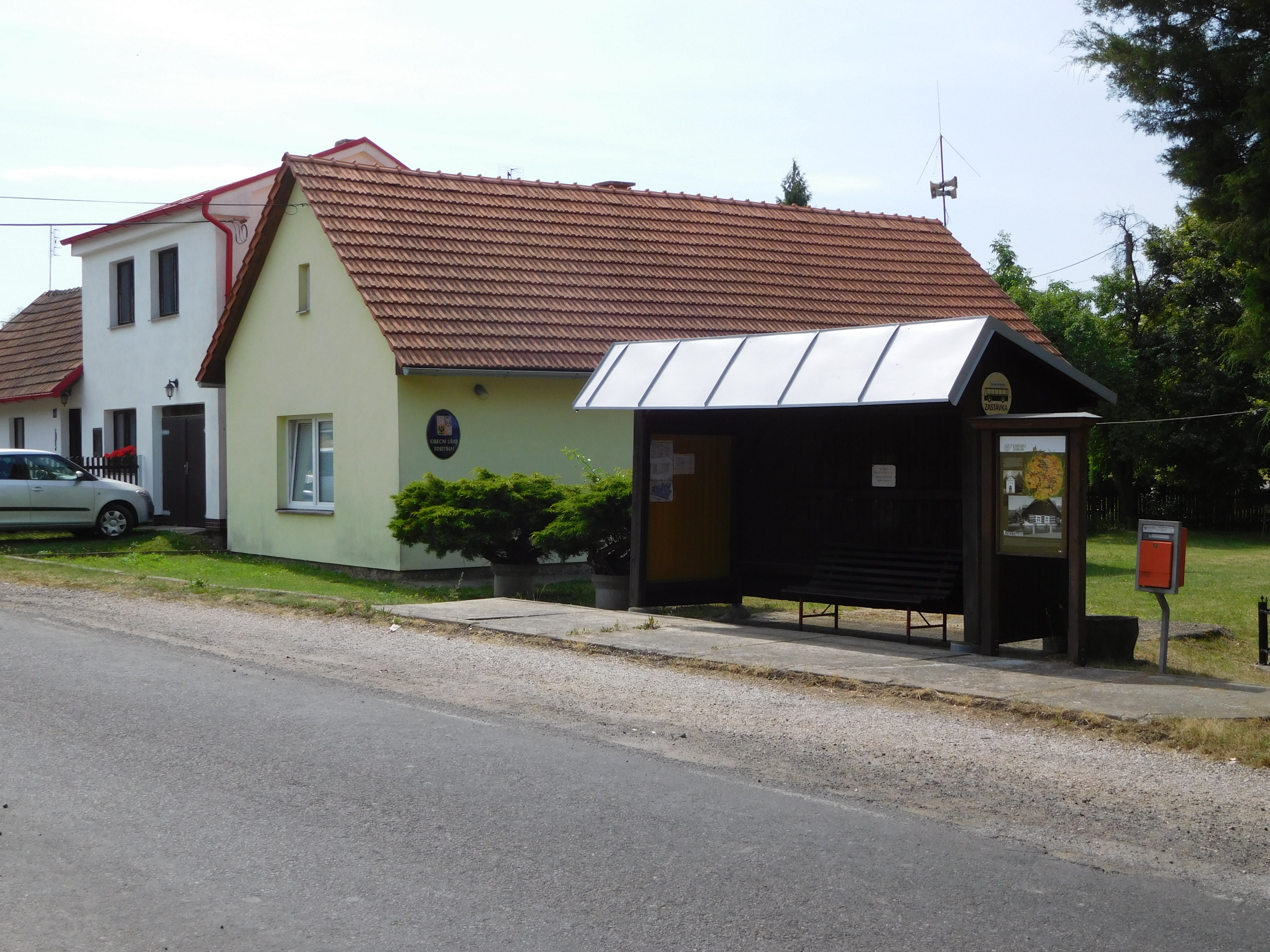
Horni Rokytnany : la mairie.
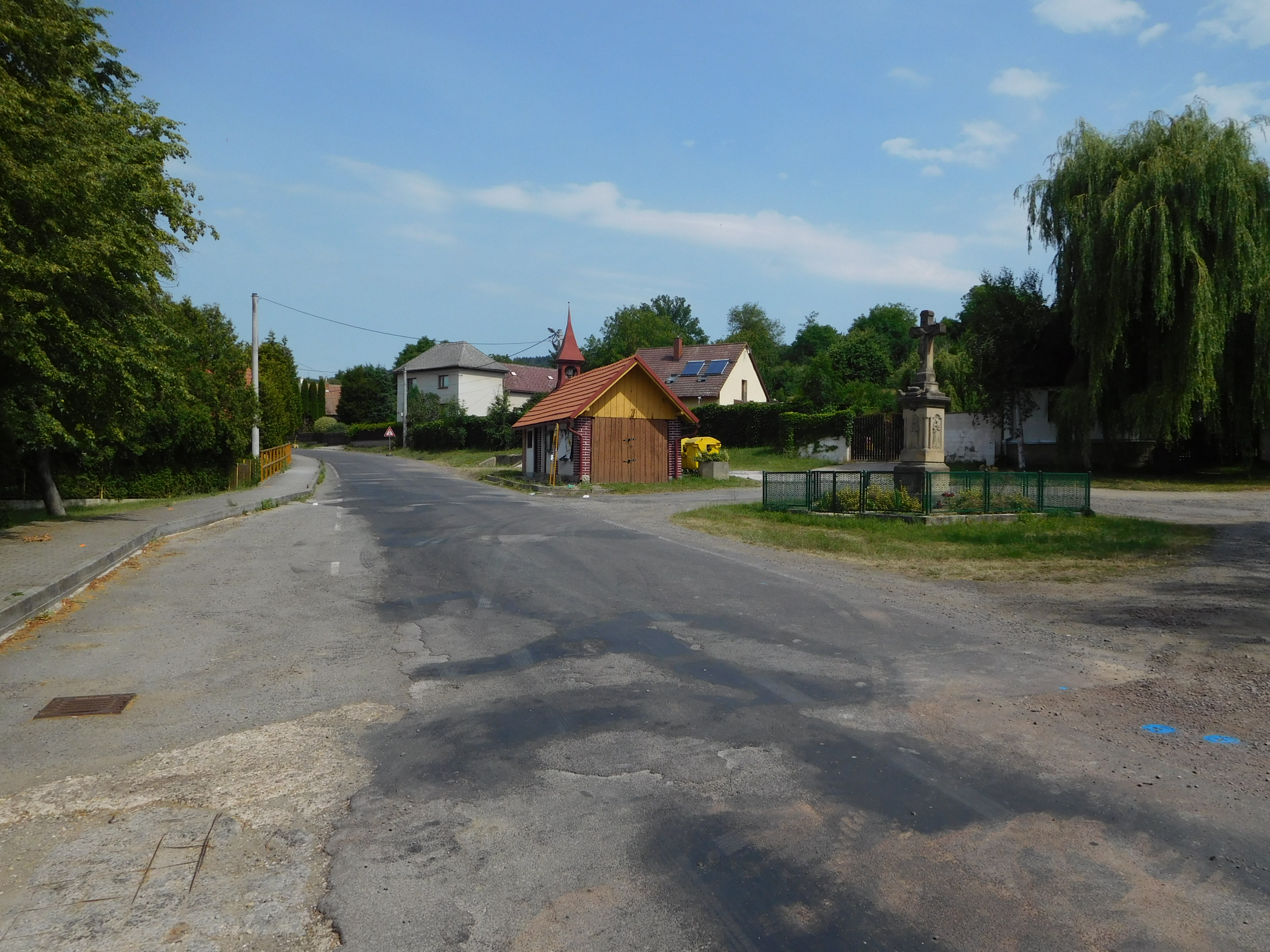
Dolni Rokytnany.

## Transports
Par la route, Rokytňany se trouve à 6,3 km de Libáň, à 22 km de Mladá Boleslav, à 22 km de Jičín, à 70 km de Hradec Králové et à 79 km de Prague.